# Nicolás Guillén
Nicolás Cristóbal Guillén Batista (Camagüey, Kuba, 1902. július 10. – Havanna, Kuba, 1989. július 16.) kubai költő, újságíró, politikai aktivista. Verseiből megismerhető az Antillák fekete, fehér és mesztic lakosságának élete, kultúrája és hiedelemvilága. José Martí mellett Kuba nagy nemzeti költőjének tekintik.

## Élete
Nicolás Guillén Batista mesztic szülők gyermekeként született. Édesapja, Nicolás Guillén Urra, újságíró, politikus, 1909–1912 között Camagüey tartomány liberális szenátora volt, akit politikai ellenfelei 1917-ben, a választások előtt, tisztázatlan körülmények között meggyilkoltak. Holttestét a zavargásokat leverő katonák találták meg. Édesanyja Argelia Batista Arrieta volt, aki férje halála után egyedül gondoskodott az elszegényedett családról. Életének erről a szakaszáról és családjáról a Elegía camagüeyana (Camagüey-i elégia) című versében emlékezik meg.
Guillén 1919-ben fejezte be középiskolai tanulmányait és elkezdett helyi lapokban publikálni, mint a Camagüey vagy a Gráfico, illetve a manzanillói Orto című lapban. 1920-ban (más források szerint 1922-ben) felvételt nyert és beiratkozott a Havannai Egyetem Jogi Karára, ezért Havannába költözött. Itt ismerkedett meg a későbbi Kubai Kommunista Párt két alapítójával, Fabio Grobarttal és Julio Antonio Mellával. Tanulmányait még abban évben végleg megszakította és hazaköltözött szülővárosába, ahol Lys címmel ellenzéki folyóiratot alapított, amelyet maga szerkesztett és adott ki. A lap a helyi kormánypárti közhangulat miatt hamar megbukott. Ekkor kezdett el dolgozni első verseskötetén, mely már a modernizmus jegyeit viseli magán, de csak egy évtizeddel később fejezte be.
1922-ben, más források szerint 1926-ban, visszatért a fővárosba, ahol irodai munkát vállalt a Belügyminisztériumban, illetve újságíróként dolgozott. Bekapcsolódott a város kulturális életébe, itt ismerkedett meg Federico García Lorcával, aki Fernando Ortiz meghívására érkezett a városba, továbbá Langston Hughes amerikai költővel. 1930-ban a Diario de la Marina című napilapban látott napvilágot Motivos de Son (Son motívumok) című versciklusa. A son egy latin-amerikai tánc, melynek ritmusára írta verseit, ezáltal jelent meg az afro-kubai népköltészet a kubai irodalomban. A kötet hatalmas sikert aratott és több versét megzenésítették a kor ismert zeneszerzői, például Alejandro García Caturla vagy Eliseo Grenet. 1931-ben jelent meg Songora Cozongo című kötete, mellyel kivívta a pályatárs, Miguel de Unamuno, elismerését és ez megerősítette Guillént költészet iránti elkötelezettségében. 1934-ben jelent meg West Indies Ltd. (Nyugat Indiai Társaság) című kötete, melyben a kubai kormány és az amerikai blokád ellen is fellázadt.
A Machado és Batista kormányok alatt, kommunista nézetei miatt, menekülni kényszerült Kubából és bejárta a világot. Részt vett a spanyol polgárháborúban, majd tapasztalatait España (Spanyolország) című epikus költeményében írta meg. 1936-ban, bár Spanyolországban tartózkodott, belépett a későbbi politikus, Carlos Rafael Rodríguez vezette Mediodía című kommunista lap szerkesztőségébe. A következő évben Mexikóban, Juan Marinellóval együtt, részt vett a Mexikói Forradalmi Írók és Művészek Ligájának konferenciáján, ahol olyan művészekkel találkozott, mint Diego Rivera, Silvestre Revueltas, José Mancisidor vagy David Alfaro Siqueiros. Spanyolországba visszatérve több konferencián vett részt, ahol újabb ismeretségekre tett szert, olyan nagyságokkal, mint Pablo Neruda, Rafael Alberti, Octavio Paz, Tristan Tzara, Anna Seghers vagy Ernest Hemingway. Ezáltal vált maga is nemzetközileg elismert művésszé.
1940-ben rövid időre hazatért és indult a választásokon Camagüey polgármesteri címéért a Kommunista Párt színeiben, de vereséget szenvedett. Haitire utazott és onnan szervezte a Nemzeti Antifasiszta Frontot. 1944-ben megalapította a rövid életű Gaceta del Caribe című kulturális folyóiratot. A következő évben dél-amerikai körútra indult, melynek csúcspontja az volt, hogy Buenos Airesben megjelentette El son entero (Keserű cukornád) című kötetét. 1954-ben Lenin-békedíjjal tüntették ki. A Béke Világtanács tagjává választották, mely tisztségében több európai fővárosba, köztük Budapestre is eljutott, amikor a szervezet 1971. évi kongresszusának a magyar főváros adott otthont. Hazájába végleg csak a kubai forradalom 1959-es győzelme után térhetett vissza.
Művei egyre inkább politikai tartalmúak lettnek, felváltva az egyszerű életképeket, az Antillák lakóinak mindennapjait bemutató verseket. Balada de los dos abuelos (Ballada két nagyapámról) című versében a fehérek és feketék hasonló sorsát, érdekeit és ellentéteiket meséli el nagyszülei életén keresztül. 1961-ben megalakult a Kubai Írók és Művészek Uniója (UNEAC), melynek elnöki tisztségét egészen haláláig betöltötte. 1967-ben jelent meg El gran zoo (Nagy állatkert) című kötete, melyet egyik fő műveként emlegetnek. 1972-ben Olaszországban Viareggio-díjjal, 1976-ban Bulgáriában Nemzetközi Botev-díjjal tüntették ki.

## Munkássága

### Művei
- Motivos de son (1930)
- Poemas de transición (1927–1931)
- Songora Cozongo (1931)
- Negro Bembón
- West Indies Ltd. (1934)
- Cantos para soldados y sones para turistas (1935)
- Portugal (1937)
- Cerebro y corazón (1938)
- El son entero (1947)
- El soldado Miguel Paz y el sargento José Inés
- Las coplas de Juan Descalzo (1951)
- Elegías (1948-1958)
- La paloma de vuelo popular (1958)
- ¿Puedes? (1960)
- Tengo (1964)
- Poemas de amor (1964)
- Antología mayor (1964)
- En algún sitio de la primavera (1966)
- El gran zoo (1967)
- Cuatro canciones para el Che (1969)
- La rueda dentada (1972)
- El diario que a diario (1972)
- Por el mar de las Antillas anda un barco de papel. Poemas para niños y mayores de edad (1977–1978)
- Nueva antología mayor (1979)
- Sol de domingo
- Hay Que Tener Voluntad
- Balada de los dos abuelos
- El Principito Boliviano

### Hangoskönyvek
- Antología Oral: Poesía Hispanoamericana del Siglo XX (Folkways Records, 1960)
- Nicolás Guillén: Poet Laureate of Revolutionary Cuba (Folkways, 1982)

## Magyarul
- Keserű cukornád. Versek; ford. Gáspár Endre; Szépirodalmi, Bp., 1952
- Kubai elégia. Válogatott versek; vál., jegyz. András László, ford. András László et al.; Európa, Bp., 1961
- Gitárszóló; vál., utószó Simor András, ford. András László et al.; Európa, Bp., 1975
- Papírhajó az Antillák tengerén. Versek felnőtt gyerekeknek; ford. Tóth Éva; Móra, Bp., 1987
- Versos escogidos / Válogatott versek; vál., előszó, utószó Simor András; Simor András, Bp., 2008 (Z)
- El corazón con que vivo / A szív, amellyel élek; ford. András László et al.; Simor András, Bp., 1994 (Z) ISBN 963450759X

További néhány verse megjelent különböző latin-amerikai irodalmi antológiákban, mint a Kígyóölő ének, a Bongó dala vagy a Költők, dalok, forradalmak.

## Fordítás
- Ez a szócikk részben vagy egészben a Nicolás Guillén című spanyol Wikipédia-szócikk ezen változatának fordításán alapul.  Az eredeti cikk szerkesztőit annak laptörténete sorolja fel. Ez a jelzés csupán a megfogalmazás eredetét és a szerzői jogokat jelzi, nem szolgál a cikkben szereplő információk forrásmegjelöléseként.